# Quercus fusiformis
Quercus fusiformis är en bokväxtart som beskrevs av John Kunkel Small. Quercus fusiformis ingår i släktet ekar, och familjen bokväxter. Inga underarter finns listade.

## Bildgalleri

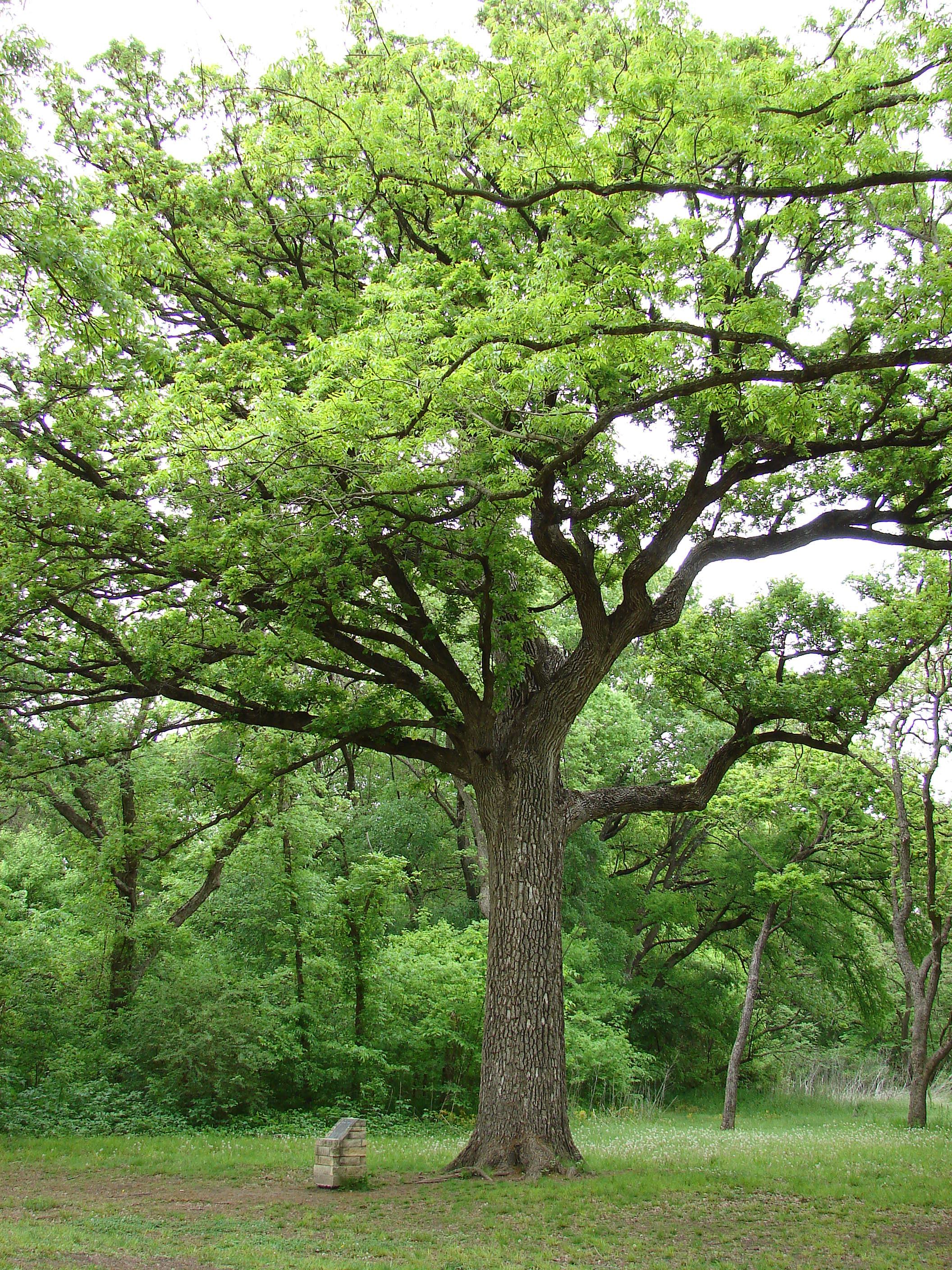
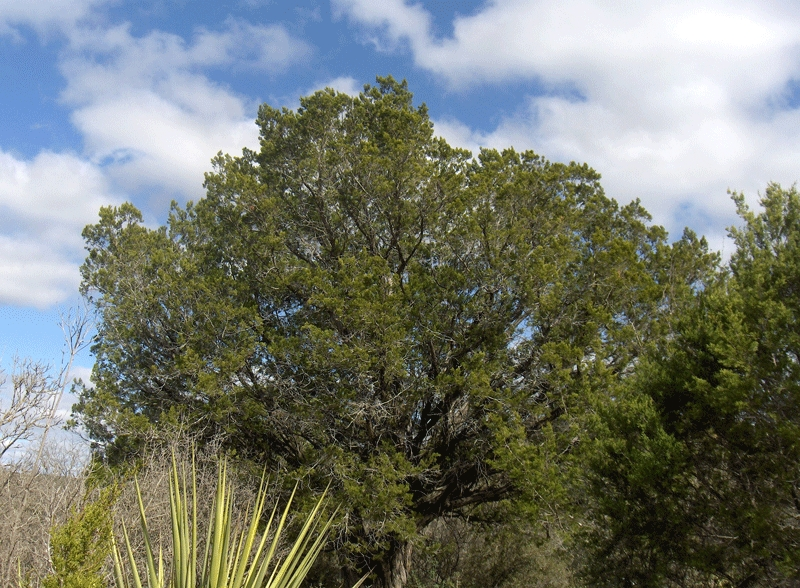
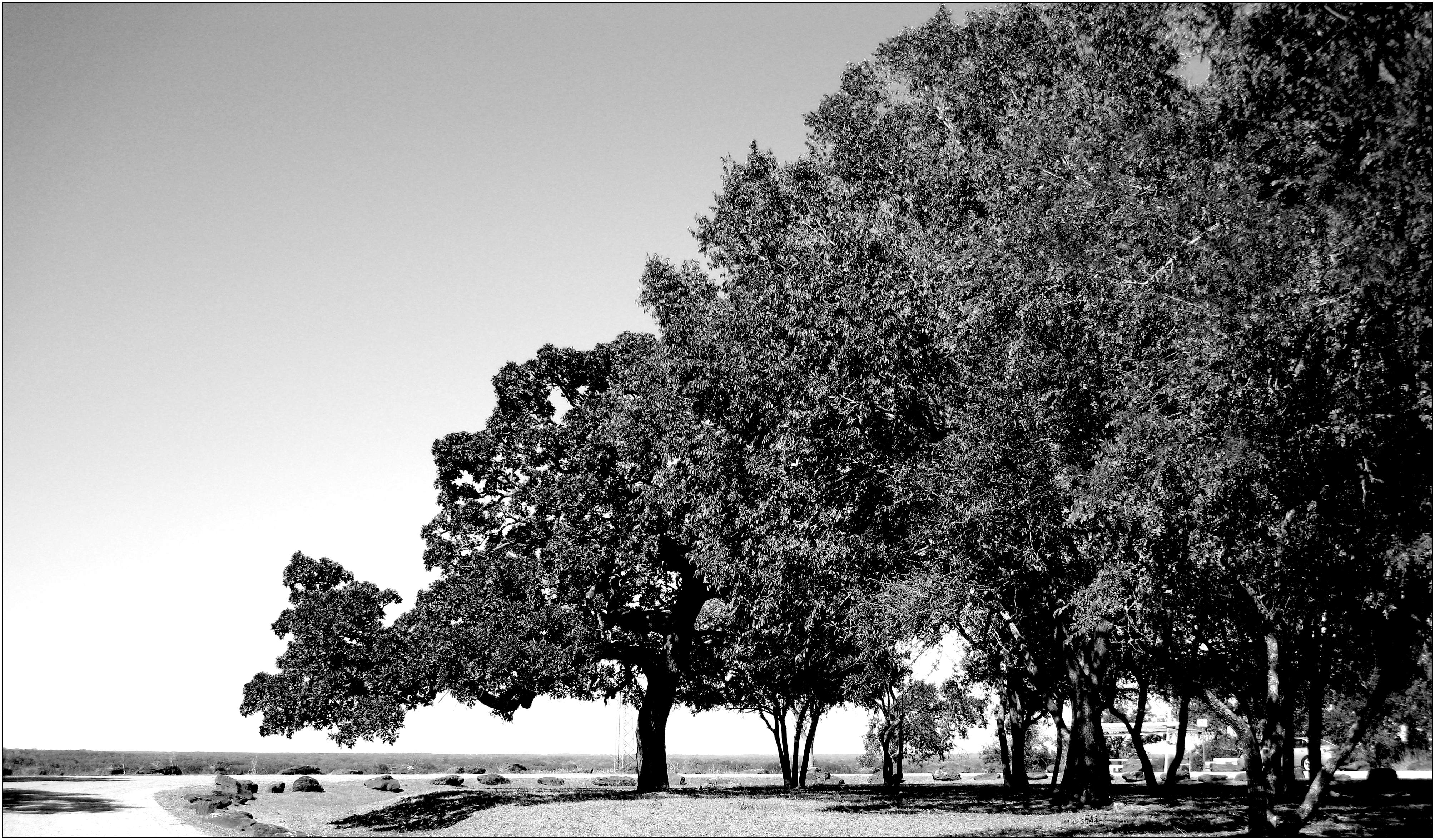
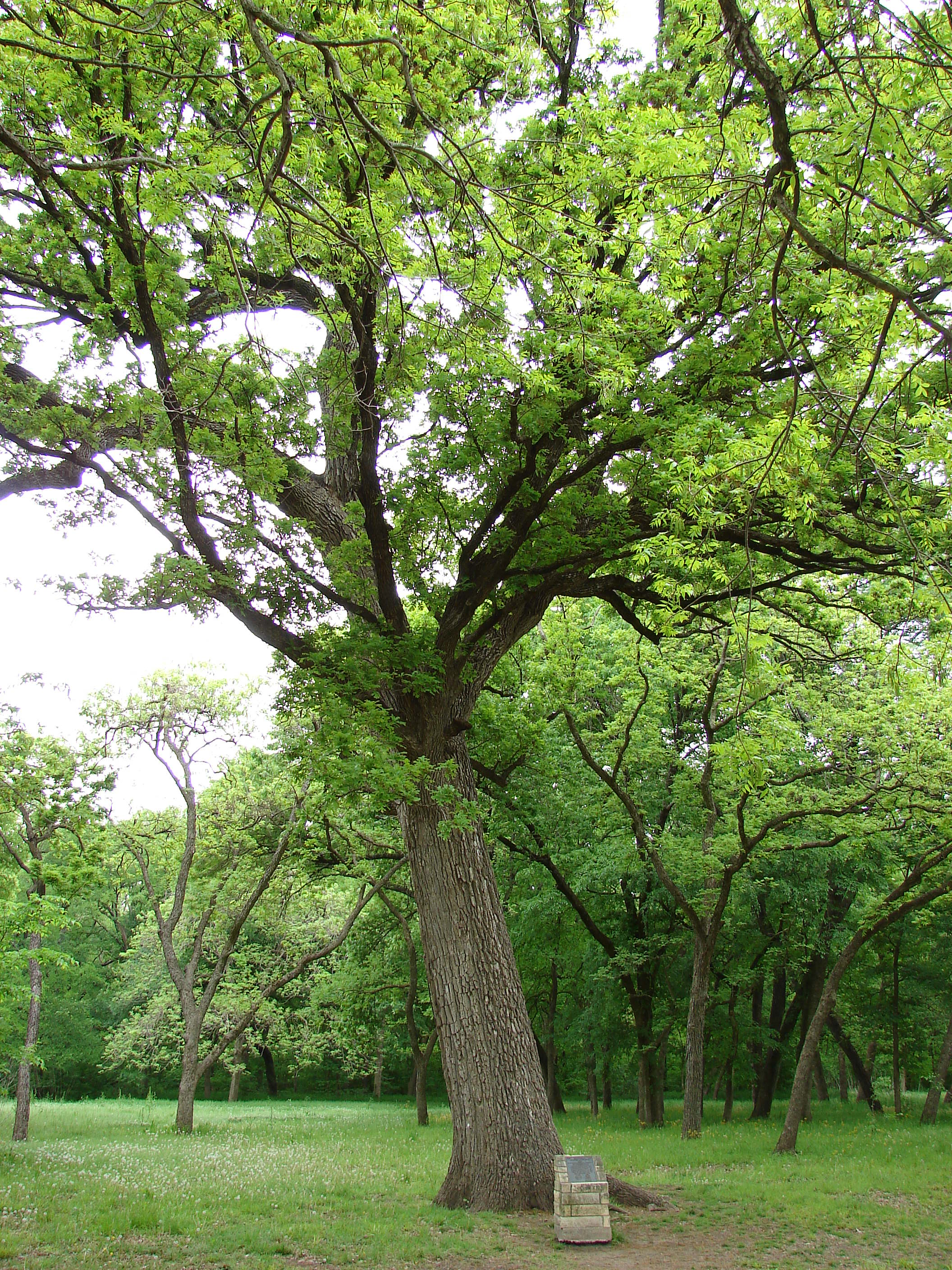